# Naisten Vaahteraliiga 2008
La Naisten Vaahterahliiga 2008 è stata l'11ª edizione (prima con le regole del tackle football) del campionato di football americano di primo livello femminile, organizzato dalla SAJL.

## Squadre partecipanti
| Club                 | Città     | Stadio | Sponsor ufficiale | Risultato nella stagione 2007 |
| -------------------- | --------- | ------ | ----------------- | ----------------------------- |
| Helsinki Lady Demons | Helsinki  |        |                   |                               |
| Helsinki Roosters    | Helsinki  |        |                   |                               |
| Jyväskylä Jaguars    | Jyväskylä |        |                   |                               |
| Kouvola Indians      | Kouvola   |        |                   |                               |
| Oulu Northern Lights | Oulu      |        |                   |                               |

## Stagione regolare

### Calendario

#### 1ª giornata
| Kouvola 4 luglio 2008, ore 19:00 | Kouvola Indians | 0 – 50 | Helsinki Lady Demons | Kouvolan keskusurheilukenttä |

| Jyväskylä 6 luglio 2008, ore 15:00 | Jyväskylä Jaguars | 12 – 4 | Oulu Northern Lights | Vehkalampi |

#### 2ª giornata
| Helsinki 12 luglio 2008, ore 13:00 | Helsinki Roosters | 34 – 0 | Jyväskylä Jaguars | Velodromo di Helsinki |

| Helsinki 13 luglio 2008, ore 15:00 | Helsinki Lady Demons | 64 – 0 | Oulu Northern Lights | Velodromo di Helsinki |

#### 3ª giornata
| Helsinki 19 luglio 2008, ore 13:00 | Helsinki Roosters | 78 – 0 | Kouvola Indians | Velodromo di Helsinki |

| Jyväskylä 19 luglio 2008, ore 15:00 | Jyväskylä Jaguars | 12 – 56 | Helsinki Lady Demons | Vehkalampi |

#### 4ª giornata
| 2008 | Oulu Northern Lights | 20 – 6 | Kouvola Indians |  |

| Helsinki 27 luglio 2008, ore 17:00 | Helsinki Lady Demons | 24 – 8 | Helsinki Roosters | Velodromo di Helsinki |

#### 5ª giornata
| 2008 | Kouvola Indians | 14 – 49 | Jyväskylä Jaguars |  |

| Pateniemi 2 agosto 2008, ore 17:00 | Oulu Northern Lights | 0 – 45 | Helsinki Roosters |  |

### Classifica
La classifica della regular season è la seguente:
- PCT = percentuale di vittorie, G = partite giocate, V = partite vinte,  P = partite perse, PF = punti fatti, PS = punti subiti

| Pos. | Squadra              | PCT   | G | V | N | P | PF  | PS  |
| ---- | -------------------- | ----- | - | - | - | - | --- | --- |
| 1    | Helsinki Lady Demons | 1.000 | 4 | 4 | 0 | 0 | 194 | 20  |
| 2    | Helsinki Roosters    | .750  | 4 | 3 | 0 | 1 | 165 | 24  |
| 3    | Jyväskylä Jaguars    | .500  | 4 | 2 | 0 | 2 | 73  | 108 |
| 4    | Oulu Northern Lights | .250  | 4 | 1 | 0 | 3 | 24  | 127 |
| 5    | Kouvola Indians      | .000  | 4 | 0 | 0 | 4 | 20  | 197 |

## Playoff

### Tabellone
|  | Semifinali | Semifinali           | Semifinali |                   |   | XI Finale            | XI Finale | XI Finale |  |
|  |            |                      |            |                   |   |                      |           |           |  |
|  | 1          | Helsinki Lady Demons | 34         |                   |   |                      |           |           |  |
|  | 1          | Helsinki Lady Demons | 34         |                   |   |                      |           |           |  |
|  | 4          | Oulu Northern Lights | 0          |                   |   |                      |           |           |  |
|  | 4          | Oulu Northern Lights | 0          |                   | 1 | Helsinki Lady Demons | 18        |           |  |
|  |            |                      |            |                   | 1 | Helsinki Lady Demons | 18        |           |  |
|  |            |                      | 2          | Helsinki Roosters | 6 |                      |           |           |  |
|  | 2          | Helsinki Roosters    | 2          | Helsinki Roosters | 6 | 40                   |           |           |  |
|  | 2          | Helsinki Roosters    |            |                   |   |                      |           |           |  |
|  | 3          | Jyväskylä Jaguars    | 0          |                   |   |                      |           |           |  |

### Semifinali
| Helsinki 9 agosto 2008, ore 12:30 | Helsinki Lady Demons | 34 – 0 | Oulu Northern Lights | Myllypuro |

| Helsinki 9 agosto 2008, ore 16:00 | Helsinki Roosters | 40 – 0 | Jyväskylä Jaguars | Myllypuro |

### XI Finale
| Helsinki 16 agosto 2008, ore 12:15 | Helsinki Lady Demons | 18 – 6 (d.t.s.) | Helsinki Roosters | Velodromo di Helsinki |

## Verdetti
- Helsinki Lady Demons Campionesse della Finlandia 2008